# Лосяч
Лосяч (укр. Лосяч) — село в Скала-Подольской поселковой общине Чортковского района Тернопольской области Украины.
До 2020 года входило в Борщёвский район.
Код КОАТУУ — 6120884701. Население по переписи 2001 года составляло 1252 человека.

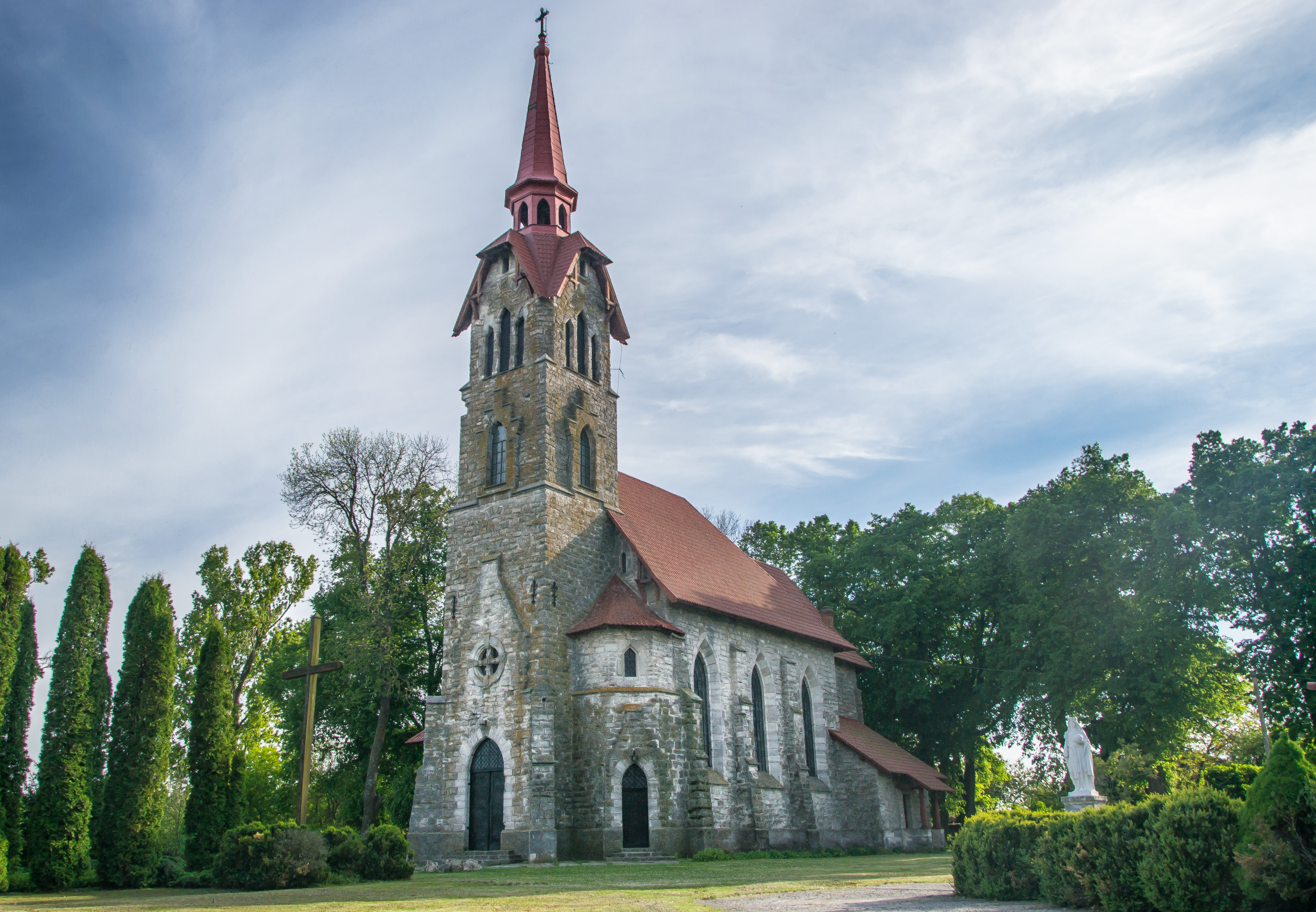
Костёл Святого Антония в селе Лосяч

## Географическое положение
Село Лосяч находится на правом берегу реки Цыганка, недалеко от её истоков,
ниже по течению на расстоянии в 3 км расположено село Цыганы.
Через село проходит автомобильная дорога Т-2001.

## История
- Село известно с XIII века.

## Экономика
- Кирпичный завод.
- ЧП «Дзвин».

## Объекты социальной сферы
- Школа I—II ст.
- Детский сад.
- Дом культуры.
- Фельдшерско-акушерский пункт.